# Brian Butch
Brian Peter Butch (Appleton, 22 dicembre 1984) è un ex cestista e allenatore di pallacanestro statunitense.

## Carriera
Con gli Stati Uniti ha disputato i Giochi panamericani di Guadalajara 2011.

## Palmarès

### Giocatore
- McDonald's All-American Game (2003)
- NBA Development League Impact Player of the Year Award (2010)
- All-NBDL First Team (2013)
- All-NBDL Second Team (2010)